# Secrétariat général du Conseil de l'Union européenne
Le secrétariat général du Conseil de l'Union européenne (SGC), souvent appelé plus simplement secrétariat du Conseil, est le secrétariat de l'institution européenne qu'est le Conseil de l'Union européenne. Il a ses bureaux à Bruxelles, au bâtiment Justus Lipsius. Il est placé sous l'autorité d'un secrétaire général, actuellement la Française Thérèse Blanchet. Il assiste également le président du Conseil européen, fonction séparée depuis le traité de Lisbonne de la présidence tournante du Conseil de l'Union européenne (UE).

## Le secrétariat du Conseil

### Histoire et bases juridiques
Le secrétariat du Conseil a été institué par le règlement intérieur du Conseil des Communautés européennes dès l'origine pour assurer, littéralement, le secrétariat du Conseil : organisation de ses réunions, rédaction de ses minutes, conservation de ses archives. Il s'agit là des tâches traditionnellement dévolues aux secrétariats de nombreuses autres organisations internationales. 
Le traité de Maastricht a incorporé cette pratique dans le droit communautaire primaire. Il a modifié l'article 151 (aujourd'hui article 207) du Traité instituant la Communauté européenne, qui stipule désormais à son paragraphe 2 : « Le Conseil est assisté d'un secrétariat général, placé sous la direction d'un secrétaire général... »
Les fonctions du SGC sont résumées par l'actuel règlement intérieur du Conseil, adopté en 2004, à son article 23, paragraphes 1 et 3 : 
« 1. Le Conseil est assisté d'un secrétariat général, placé sous la responsabilité d'un secrétaire général, assisté d'un secrétaire général adjoint chargé de la gestion du secrétariat général. Le secrétaire général et le secrétaire général adjoint sont nommés par le Conseil statuant à la majorité qualifiée. (...)
« 3. Le secrétariat général est associé étroitement et en permanence à l'organisation, à la coordination et au contrôle de la cohérence des travaux du Conseil et de la mise en œuvre de son programme annuel. Sous la responsabilité et la direction de la présidence, il assiste celle-ci dans la recherche de solutions.»
La présidence du Conseil de l'UE (ainsi que du COREPER et de l'ensemble des comités et groupes de travail) tournant chaque semestre, le SGC assure un élément de continuité et de stabilité pour le Conseil, qui lui confère un rôle politique important de Conseil et de suggestion de compromis. Ce rôle découle également de l'expertise de ses services de juristes et linguistes.

### Structure
La coordination des fonctions administratives s'effectue sous l'autorité du Secrétaire général.
Le SGC comporte 8 directions générales, qui couvrent en particulier les diverses formations du Conseil :
- DG A : personnel et administration et protocole,
- DG B : agriculture et pêche,
- DG C : compétitivité, (marché unique, industrie, innovation et recherche), énergie, transports, société de l'information, concurrence et douanes
- DG D : Justice et affaires intérieures : le SGC a incorporé les services du secrétariat des accords de Schengen - dirigée de 1995 à 2007 par Gilles de Kerchove ;
- DG F : presse, communication, transparence
- DG G : affaires économiques et sociales,
- DG I : protection de l'environnement et des consommateurs, changement climatique, santé, alimentation, éducation, jeunesse, culture, audiovisuel et sport ;
- SJ : service juridique.

Le SGC comprend en outre des services rattachés au secrétaire-général : 
- sous-direction générale des questions politiques générales,
- sous-direction générale du commerce, élargissement, soutien du Conseil des Affaires étrangères,
- direction de coordination de la Lutte contre le Terrorisme,
- plusieurs services supports : service d'audit interne, service de protection des données[3].

## Le secrétariat des CIG
Le SGC assure également le secrétariat des conférences intergouvernementales, convoquées pour modifier les traités européens ou préparer l'adhésion de nouveaux Etats membre à l'UE. 

## Fonctions en matière extérieure
L'Acte unique européen prévoyait déjà que la coopération politique européenne serait doté d'un secrétariat. Cette évolution a été renforcée lorsque le Secrétaire général du Conseil (à ce moment-là Javier Solana), à partir du Traité d'Amsterdam (article J.8, paragraphe 3) de 1997, porta la « double casquette » de Haut Représentant pour la politique étrangère et de sécurité commune. Les fonctions administratives du secrétariat sont alors assumées par le secrétaire général adjoint (fonction assumée alors par Pierre de Boissieu). 
Le Secrétariat du Conseil a donc progressivement recruté des fonctionnaires assistant le SG dans ses compétences en matière de PESC et de PESD. À ce titre, il a progressivement incorporé les services du secrétariat de l'Union de l'Europe occidentale. Il comprend notamment quatre organes placés directement auprès du Cabinet du Secrétaire général : 
- l'Unité de planification de la politique et d’alerte rapide (UPPAR) ou Unité politique (UP),
- l'état-major de l'Union européenne (EMUE),
- le centre de situation conjoint de l’UE (SitCen), (environ 100 personnes recoupant les informations des divers services de renseignement de l'UE[6]
- le centre de communications (ComCen).

Le SG/HR et le SGC s'appuient en outre sur un réseau de 11 représentants spéciaux de l'UE dans plusieurs régions du monde. Ils incarnent l'UE sur place, négocient en son nom, coordonnent le cas échéant les missions PESC ou PESD dans leur dimension politique. L'UE dispose également d'un envoyé spécial en Birmanie.
Un coordinateur de la lutte contre le terrorisme de l'UE (depuis 2007, Gilles de Kerchove) est placé sous l'autorité du Haut Représentant.
Avec l'entrée en vigueur du Traité de Lisbonne, le nouveau Haut Représentant de l'Union pour les affaires étrangères et la politique de sécurité  qui se substitue à lui, ainsi qu'au commissaire européen aux relations extérieures, est devenu vice-président de la Commission européenne. Les fonctions diplomatiques du SGC ont intégré en 2011 le nouveau Service européen pour l'action extérieure, fusionnant avec les services diplomatiques de la Commission (DG-RELEX).

## Secrétaires généraux
| Nom                      | Pays       | Début              | Fin               |
| ------------------------ | ---------- | ------------------ | ----------------- |
| Christian Calmes         | Luxembourg | 9 septembre 1952   | 14 juin 1973      |
| Nicolas Hommel           | Luxembourg | 1er juillet 1973   | 7 octobre 1980    |
| Niels Ersbøll            | Danemark   | 8 octobre 1980     | 31 août 1994      |
| Jürgen Trumpf            | Allemagne  | 1er septembre 1994 | 17 octobre 1999   |
| Javier Solana            | Espagne    | 18 octobre 1999    | 1er décembre 2009 |
| Pierre de Boissieu       | France     | 1er décembre 2009  | 25 juin 2011      |
| Uwe Corsepius            | Allemagne  | 26 juin 2011       | 30 juin 2015      |
| Jeppe Tranholm-Mikkelsen | Danemark   | 1er juillet 2015   | 31 octobre 2022   |
| Thérèse Blanchet         | France     | 1er novembre 2022  | 31 octobre 2027   |

Jürgen Trumpf (à partir du 1er mai 1999) et Javier Solana étant également Haut Représentant pour la politique étrangère et de sécurité commune.